# Ajkaceratops
Ajkaceratops (лат.) (от венгер. Ajka — Айка, город в Венгрии и греч. ceratops — рогатая морда) — род травоядных динозавров инфраотряда цератопсов, обитавший меловом периоде (около 85 млн лет назад) на территории нынешней Европы. Типовой вид — Ajkaceratops kozmai. В длину взрослый Ajkaceratops достигал 1 метра.

## Находка
Окаменелые останки найдены в 2009 году группой палеонтологов под руководством Аттилы Оси (венг. Atilla Ösi) из Венгерской академии наук на территории современной Венгрии в бокситовых рудниках Ихаркут близ города Айка и описаны в 2010 году. Описан по верхним и нижним частям клюва.

## Обитание
Учёные предполагают, что A. kozmai начал своё путешествие в Азии и, двигаясь от острова к острову, постепенно уходил всё дальше на запад (современную Европу).

## Классификация
Ajkaceratops схож по строению с азиатскими видами цератопсов Bagaceratops и Magnirostris, что дает возможность предположительно отнести его к семейству протоцератопсидов, однако точную принадлежность установить трудно из-за недостаточного количества костей. Сравнение окаменелостей путём кладистического анализа говорит о том, что Ajkaceratops является цератопсидом, близким к Bagaceratops, но более примитивным, чем Zuniceratops и Ceratopsidae.
На основе исследования окаменелостей A. Osi (2010) определил данного динозавра как базальный род клады Coronosauria.